# الحصوة (القليوبية)
الحصوة إحدى قرى مركز طوخ التابع لمحافظة القليوبية بجمهورية مصر العربية.

## السكان
بلغ عدد سكان الحصوة 4,021 نسمة، حسب الإحصاء الرسمي لعام 2006.